# День молодёжи Узбекистана
День молодёжи Республики Узбекистан — национальный праздник, который отмечается ежегодно 30 июня, в день образования Союза молодёжи Узбекистана.
Впервые о праздновании Дня молодёжи заявил президент Республики Узбекистан Шавкат Мирзиёев на IV съезде общественного движения молодёжи «Камолот» 30 июня 2017 года. В тот же день было принято решение о реорганизации движения и создании новой организации с новыми целями и задачами — Союза молодёжи Узбекистана.
Закон «Об установлении Дня молодёжи Республики Узбекистан» был подписан президентом Республики Узбекистан 25 августа 2018 года..
Принято, что в течение недели, предшествующему празднику, по всей стране проходят торжественные духовно-просветительские мероприятия, спортивные соревнования, культурные программы и встречи молодёжи с руководителями органов местной власти. Одним из главных событий празднования Дня молодежи является проведение 30 июня гала-концертов на центральных стадионах и площадях районов, городов и областных центров.
В этот день по всей стране группа одарённых молодых людей из разных регионов страны награждается Государственной премией "Мард углон" за особые достижения в области науки, образования, медицины, культуры, литературы, искусства, спорта, производства, военной службы и деятельности правоохранительных органов.
Для молодёжи в стране также учреждена медаль "Келажак бунёдкори".